# بوعمور
بوعمور أو باعمر هو أحد قصور بلدية فنوغيل الواقعة ضمن دائرة فنوغيل بولاية أدرار الجزائرية.

## أصل التسمية
- بوعمور: قيل نسبة إلى قبيلة إسمها أولاد عمور.[1]

## الموقع
يحد قصر بوعمور من الشمال قصر سيدي يوسف، من الشرق والغرب الحمادة ومن الجنوب قصر بويحيا.

## التاريخ
وسكانه يكونون من أصل أمازيغي، ومعهم من العرب أولاد دليم.